# Dick's Sporting Goods Park
O Dick's Sporting Goods Park, também conhecido como DSG Park, é um estádio específico para futebol localizado em Commerce City, Colorado, que abriga o time de futebol da Major League Soccer, Colorado Rapids.
O estádio acomoda até 18.061 pessoas em partidas de futebol, mas pode acomodar até 19.734 em eventos especiais de futebol e 27.000 em shows. Tornou-se o terceiro local do Rapids quando foi inaugurado em 2007. Localizado a pouco mais de 1.200 metros acima do nível do mar, o estádio tem a maior elevação de qualquer estádio usado regularmente pelas equipes da MLS.

## História

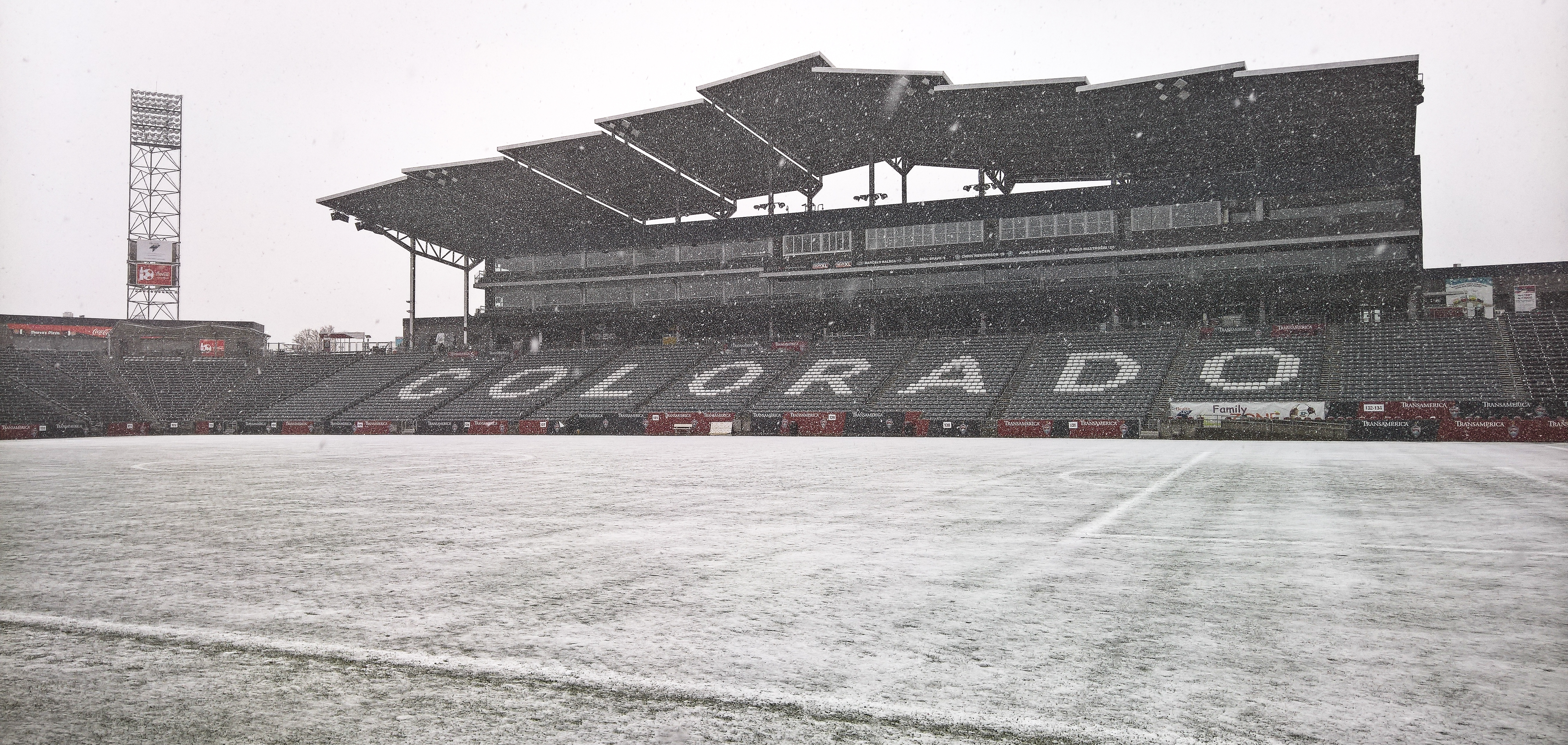
Situado perto da base das Montanhas Rochosas e sentado a uma altitude superior a 1.600 m acima do nível do mar (1.600 m), o Dicks Sporting Goods Park já recebeu vários jogos famosos de neve.

Nas primeiras onze temporadas, o Rapids jogou no Mile High Stadium (1996-2000) e o Invesco Field em Mile High (2001-2006). Em 2004, o clube e a cidade anunciaram um projeto de US $ 130 milhões que incluiria campos de futebol juvenil, desenvolvimento de varejo e um novo centro cívico de Commerce City. O custo total da construção do estádio foi de US $ 64,5 milhões. Os eleitores de Commerce City concordaram com um bônus de US $ 65 milhões para melhorias na infraestrutura para apoiar o estádio. A construção começou no local, perto do antigo Aeroporto Internacional Stapleton de Denver e no norte e leste pelo Refúgio Nacional da Vida Selvagem do Arsenal das Montanhas Rochosas, ao sul pela 56th Avenue e a oeste pela Quebec Street, no outono de 2005. Em novembro de 2006, a Dick's Sporting Goods assinou um contrato de 20 anos pelo naming right.
A primeira partida oficial foi jogado contra o DC United em 7 de abril de 2007, com o Rapids vencer, por 2-1. Herculez Gomez marcou o primeiro gol no estádio. No ano inaugural do estádio, sediou o MLS All-Star Game de 2007, quando o MLS All-Stars derrotou o Celtic FC da Escócia.
Os Rapids jogaram seu primeiro jogo de playoff no DSG Park em 28 de outubro de 2010; uma vitória por 1-0 sobre o Columbus Crew . Duas semanas depois, uma multidão de 17.779 pessoas estava presente quando o Rapids derrotou o San Jose Earthquakes a caminho de sua primeira  MLS Cup  .
O estádio é de propriedade da Commerce City e é operado pela Kroenke Sports &amp; Entertainment (KSE), que também é dona do Colorado Avalanche, Denver Nuggets e Colorado Mammoth e do clube inglês Premier League Arsenal FC por meio de uma subsidiária. O custo estimado deste projeto foi de US $ 131 milhões, com investimento compartilhado igualmente entre a cidade e a KSE.

## Partidas internacionais de futebol

### Partidas masculinas
| Encontro               | Equipe # 1            | Resultado | Equipe # 2        | Concorrência                    | Comparecimento |
| ---------------------- | --------------------- | --------- | ----------------- | ------------------------------- | -------------- |
| 22 de agosto de 2007   | México                | 0-1       | Colômbia          | Amistoso                        | 17.000         |
| 19 de novembro de 2008 | Estados Unidos        | 2-0       | Guatemala         | Qualificação Copa do Mundo 2010 | 9.303          |
| 11 de março de 2009    | México                | 5-1       | Bolívia           | Amistoso                        | 18.296         |
| 22 de março de 2013    | Estados Unidos        | 1-0       | Costa Rica        | Qualificação Copa do Mundo 2014 | 19.374         |
| 9 de setembro de 2014  | Bolívia               | 0-1       | México            | Amistoso                        | 18.136         |
| 3 de outubro de 2015   | Canadá Sub-23         | 2–2       | Cuba U-23         | Qualificação Olímpica de 2015   | 3.313          |
| 3 de outubro de 2015   | Estados Unidos Sub-23 | 4-0       | Panamá U-23       | Qualificação Olímpica de 2015   | 3.313          |
| 29 de maio de 2016     | Brasil                | 2-0       | Panamá            | Amistoso                        | 11.000         |
| 8 de junho de 2017     | Estados Unidos        | 2-0       | Trindade e Tobago | Qualificação Copa do Mundo 2018 | 19.188         |

## Outros eventos esportivos
O estádio já recebeu vários jogos de rugby de alto nível. Em 2009, sediou várias partidas da Churchill Cup 2009, incluindo os Estados Unidos v. Geórgia, Canadá v. Argentina e Inglaterra v. Irlanda.. Os Denver Barbarians da Rugby Super League já receberam partidas no estádio.     Em maio de 2009, o estádio sediou o Campeonato Nacional da Associação Masculina de Lacrosse, com o Michigan Wolverines derrotando a Chapman University 12-11 na prorrogação no lado Divisão I e a Universidade de St. Thomas derrotando a University of Dayton 16-11 em Divisão II.  
Na sexta-feira, 22 de março de 2013, o Dick's Sporting Goods Park foi o local da partida de qualificação para a Eliminatórias da Copa do Mundo de 2014 entre Costa Rica e EUA, um jogo disputado em condições de nevasca. A Costa Rica apresentou um protesto à FIFA devido a condições de campo quando os Estados Unidos venceram o jogo por 1-0, mas o protesto foi negado. O jogo já foi apelidado de futebol como "SnowClásico" pelas condições.  

## Eventos de música
O local do evento sediou o Mile High Music Festival anualmente de 2008 a 2010. O primeiro Mile High Music Festival contou com a presença de aproximadamente 40.000 pessoas por dia ao longo de dois dias. Ao utilizar os campos de futebol abertos ao redor do estádio e estágios adicionais em todo o complexo, a capacidade total do complexo foi capaz de exceder em muito o que o estádio podia suportar sozinho.
A banda de rock Phish estabeleceu uma residência de três noites no local durante o Dia do Trabalho, começando em 2011 e retornando em 2012, 2013, 2014, 2015, 2016, 2017, 2018 e 2019. O vocalista deles, Trey Anastasio, observou "Todos nós amamos Dicks!" 